# Pelomyxidae
Famille
Les Pelomyxidae sont une famille d'amibes de l’ordre des Pelobiontida (classe des Archamoebea).

## Étymologie
Le nom de la famille vient du genre type Pelomyxa, dérivé du grec πέλω / pelo « se mouvoir, circuler autour », et du suffixe myxa, du grec μυξα / myxa « mucosité », littéralement « mucosité mouvante », en référence à la forme de cette amibe.

## Description
Richard Greeff (d) décrit ainsi le genre Pelomyxa « le Pelomyxa contracté apparaît généralement sphérique, ovoïde ou lenticulaire. Il est composé de protoplasme, dans lequel on distingue deux couches de nature différente, une couche corticale externe et un parenchyme interne.
La couche corticale, qui semble être du pur protoplasme, est hyaline, homogène et d'une consistance plus visqueuse que le parenchyme. Elle se gonfle en vésicules arrondies, saillantes à la surface de la masse, et quelquefois lobées ou digitées, dans lesquelles la surface interne pénètre comme dans un sac. Ces prolongements rampent ou s'écoulent par des mouvements amiboïdes qui font avancer la cellule.
Le parenchyme interne, d'une consistance plus fluide, contient un grand nombre de vacuoles qui donne à la cellule un aspect réticulé. Ce parenchyme ne prend pas directement part aux mouvements, étant entraîné passivement sous l'action des contractions de la couche externe. Cette substance interne contient à la fois les divers organites de l’amibe et des substances absorbées (par exemple, la coloration très foncée que l’amibe, souvent présente, est due à la nature de la nourriture ingérée faite de substances animales et végétales, auxquelles s'ajoutent une grande quantité de grains de sable et de fragments de boue).
Les vacuoles sont de grandeurs diverses ; plus ou moins serrées, elles changent constamment de position sous l'influence des mouvements amiboïdes du corps cellulaire. Ce sont de simples cavités parfaitement claires, ne contenant que rarement quelques granules foncés. Outre les vacuoles, le parenchyme contient trois sortes de corps : des noyaux, des « corps brillants » et des bacilles. Les noyaux sont toujours disséminés en grande quantité. Parmi les vacuoles, on trouve des corps à parois minces, généralement sphériques, de 12 µm de diamètre, à contenu hyalin, plus ou moins garni de granulations foncées. Celles-ci se transforment en corps plus gros et arrondis, avec un centre en forme de point, lequel s'agrandit en même temps que le corps qui le contient, et ne laisse bientôt plus qu'un mince anneau qui l'entoure. L'enveloppe du noyau‑mère semble finalement éclater sous l'influence toujours croissante des nucléoles, qui se trouvent disséminés en grand nombre à côté d'autres encore contenus dans leur noyau‑mère. La cavité interne du nucléole s'agrandit constamment, de sorte que la couche périphérique disparaît complètement, et qu'il ne reste qu'un simple corpuscule sphérique, hyalin et brillant, aux contours bien nets. Ces corps, une fois libérés, continuent à croître à l'intérieur du Pelomyxa ; c'est probablement de là que proviennent les corps luisants, qu'il faut regarder comme les zoospores du Pelomyxa. 
Ces corps luisants sont disséminés dans le parenchyme interne en plus grande abondance encore que les noyaux. La plupart sont sphériques, mais quelques-uns sont ovales ou piriformes, ou de forme irrégulière ; les plus petits n'ont pas plus de 6 µm de diamètre et correspondent aux corpuscules provenant des noyaux ; les plus gros ont 60 µm de diamètre. Ils consistent en une capsule solide et luisante, au contenu parfaitement hyalin et homogène. Ces corps semblent pouvoir se multiplier à l'intérieur même du Pelomyxa, par un rétrécissement qui les sépare en deux parties souvent très inégales. 
Des petites amibes sortent toujours parfaitement formées du corps du Pelomyxa, semblant provenir des corps luisants. Ces derniers doivent donc être considérés comme des germes ou des spores provenant des noyaux.
Dans le parenchyme du Pelomyxa il y a aussi d'innombrables bacilles hyalins fins, qui n'ont généralement pas plus de 6 à 8 µm de longueur. On les trouve libres parmi les vacuoles, et, souvent aussi, adhérant en grand nombre à toute la surface des corps luisants. »

## Habitat
Selon Greef (1874) « Pelomyxa palustris, seule espèce connue du genre Pelomyxa, se rencontre en abondance en toutes saisons à Bonn et à Marbourg (Allemagne) ; mais c'est au printemps et au commencement de l'été qu'elle semble se développer surtout ; elle couvre alors en grandes masses les couches supérieures de la vase, sous la forme de petits corps grisâtres d'un millimètre de diamètre en moyenne, mais atteignant quelquefois deux millimètres, ou même plus. »

## Liste des genres
Selon IRMNG (15 février 2025) :
- Mastigella Frenzel, 1892
- Pelomyxa Greeff, 1874

## Systématique
Le nom valide de ce taxon est Pelomyxidae Schulze, 1877,.

### Publication originale
- (de) Franz Eilhard Schulze, « Rhizopodenstudien VI », Archiv für Mikroskopische Anatomie, Bonn, Max Cohen & Sohn, vol. 13,‎ 1877, p. 9-30 (ISSN 0176-7364, OCLC 6201139, lire en ligne).